# 백암산 (경북)
백암산(白岩山)은 대한민국 경상북도 울진군과 영양군의 경계에 있는 높이 1,004 m의 산이다. 서쪽 기슭에 높이 40m인 백암 폭포가 있다. 낙동정맥의 일부이다.

## 같이 보기
- 한국의 산
- 낙동정맥